# Premier Classics de Mexico
Premier Classics de Mexico SA de CV ist ein mexikanischer Hersteller von Automobilen. Ebenso ist die Firmierung Autos Classicos 1 SA de CV überliefert.

## Unternehmensgeschichte
Das Unternehmen begann 1979 mit der Produktion von Automobilen.  Der Markenname lautet Premier Classicos.  2002 zog das Unternehmen nach Mexiko-Stadt. Laut einer Quelle endete dort 2010 die Produktion. Das Unternehmen hat seinen Sitz in Mérida und ist laut deren Internetseite noch aktiv. Es beschäftigt zwischen 11 und 50 Mitarbeiter.

## Fahrzeuge
Im Angebot stehen Nachbildungen von vor allem klassischen Automobilen. Genannt sind Nachbauten von Ferrari F40, Hummer H1, Jaguar S.S.100, Lamborghini Diablo, ein Modell von MG, Porsche 356 und Porsche 550.